# Deutsches Haus Naruto

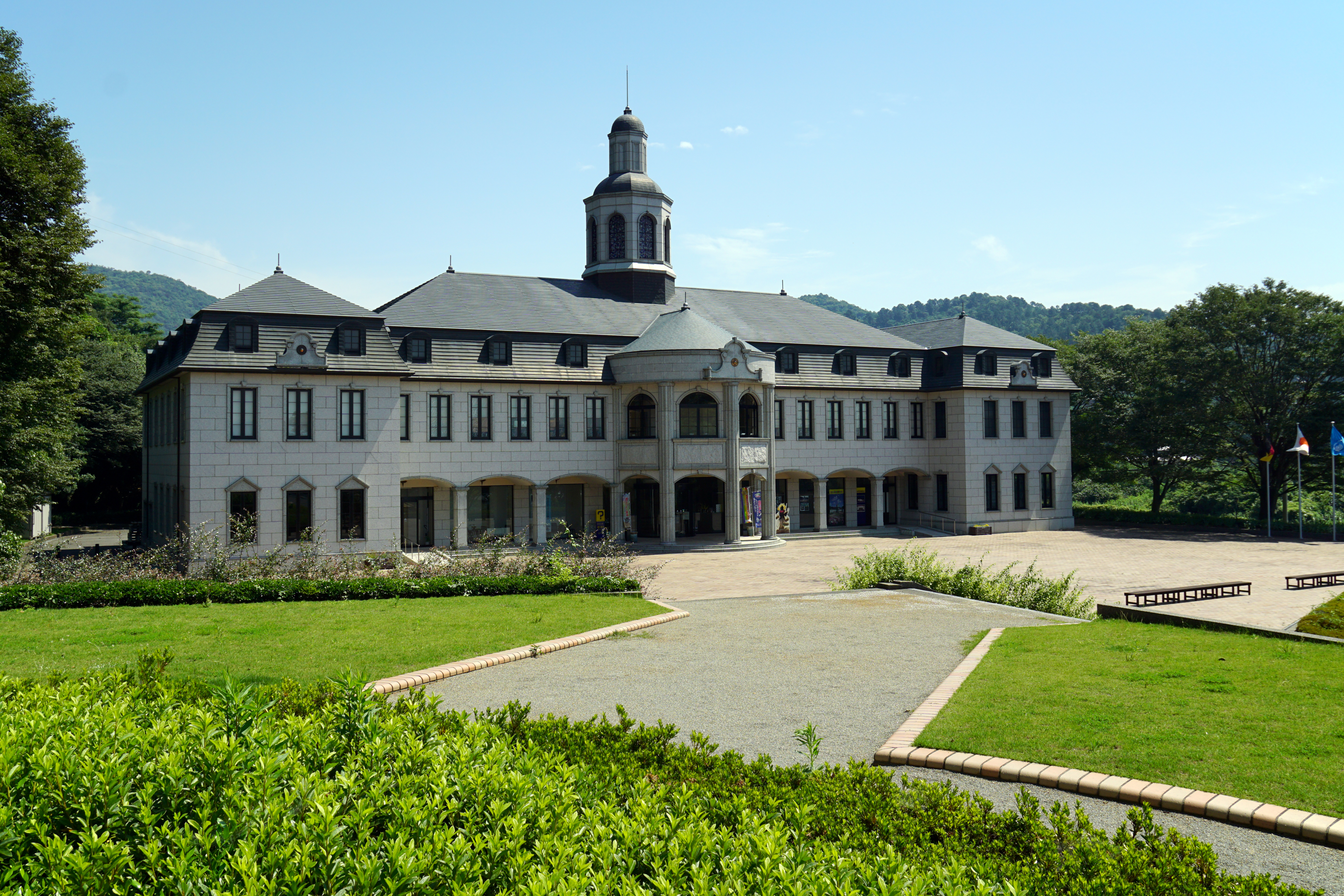
Deutsches Haus Naruto

Das Deutsche Haus Naruto (englisch: Naruto German House) ist ein Museum in der Stadt Naruto, Präfektur Tokushima auf der japanischen Insel Shikoku.

## Geschichte
Das Deutsche Haus der Stadt Naruto wurde 1972 als Gedenkstätte des deutschen Kriegsgefangenenlagers Bandō eröffnet, das sich während des Ersten Weltkriegs hier befand. Das heutige Deutsche Haus Naruto ist jedoch ein Neubau, der bis 1993 wegen Platzmangels in dem Vorgängerhaus als Ersatz errichtet wurde.
Außer der Funktion als Gedenkstätte sollte es als Ort für den sich damals gerade wieder neu herausbildenden internationalen Austausch dienen. Heute dient es unterschiedlichen Zwecken – es ist Museum, Archiv und Veranstaltungsort deutsch-japanischer und internationaler Veranstaltungen.
Neben dem Gebäude befindet sich eine Beethoven-Statue aus Bronze. Am 1. Juni 2018 war der 100. Jahrestag der Premiere der Neunten Sinfonie in Japan, ausgeführt von Chor und Orchester des Lagers. Der 1. Juni gilt in Naruto als „Tag der Neunten“. Am ersten Sonntag im Juni jeden Jahres wird die Sinfonie traditionell in Naruto aufgeführt. An dem vierten Satz Ode an die Freude nehmen inzwischen Chöre aus Japan, den USA, China und der Partnerstadt Lüneburg teil.
Eine weitere Bronzestatue wurde als Denkmal für den ehemaligen Lagerkommandanten Matsue Toyohisa errichtet.